# Häxmästaren av Angmar
Häxmästaren av Angmar eller Häxkungen av Angmar, är en romanfigur i bokserien Härskarringen av J.R.R. Tolkien. Han nämns även i flera andra av hans verk, som Sagor från Midgård och Silmarillion.
Häxmästaren var ledaren för Nazgûlerna och skiljde sig i flera avseenden från övriga Nazgûler. Han var nämligen inte rädd för vatten som de andra Nazgûl och blev inte lika lätt förvirrad som de. Han var en trollkarl och kung sedan han blivit Nazgûl, och var troligen en av de tre Nazgûlerna av Númenoransk härkomst.

## Historik
Efter att Sauron förintat alvriket Hollin som efter förstörelsen fick namnet Eregion år 1697 under andra åldern stal han de Maktens Ringar som smitts av alverna där, och gav nio av dem till dödliga kungar, krigare och trollkarlar. Med ringarnas hjälp blev de mäktiga och förmögna, och de kunde göra sig osynliga när helst de ville. Men livet blev outhärdligt för dem och de slutade åldras, och en efter en, oavsett om deras vilja var ond eller god till att börja med, föll de under Saurons och Den Enda Ringens makt. De blev till Nazgûler, ringvålnader, Saurons dödligaste tjänare.
Den som senare blev känd som Häxmästaren av Angmar var en av dessa. Han uppträdde för första gången år 2251, andra åldern, liksom de övriga Nazgûlerna. Han var den kraftfullaste av de nio och Saurons främste befälhavare. 
I samband med att Sauron föll i Sista Alliansens krig 3441, andra åldern, flydde Nazgûlerna österut och höll sig dolda under mycket lång tid framöver.

## Filmatiseringar
I Peter Jacksons filmatisering spelas han av Lawrence Makoare och rösten är Andy Serkis.
I Radioteaterns uppsättning av Sagan om Ringen är det Niklas Falk som ger rösten åt honom.